# Osiedle Główna
Osiedle Główna – osiedle samorządowe (jednostka pomocnicza gminy) Poznania (od 1 stycznia 2011 roku).

## Historia
W roku 1995 założono jednostkę pomocniczą miasta Osiedle Główna. Później w 2008 roku osiedle poszerzono o teren miasta na północ od ulic Chemicznej i Bałtyckiej.

## Granice
Osiedle Główna graniczy:
- z Osiedlem Ostrów Tumski-Śródka-Zawady-Komandoria (granica - ulica Studzienna, ulica Główna, ulica św. Michała)
- z Osiedlem Naramowice (rzeka Warta)
- z gminą Czerwonak
- z gminą Swarzędz
- z Osiedlem Warszawskie-Pomet-Maltańskie (granica - trasa linii kolejowej nr 353)
- z Osiedlem Antoninek-Zieliniec-Kobylepole (granica - trasa linii kolejowej nr 353)

## Podział
Podział w Systemie Informacji Miejskiej
Wedle Systemu Informacji Miejskiej Osiedle Główna jest podzielone na trzy jednostki obszarowe:
- Główna (częściowo)
- Karolin
- Janikowo

## Podział tradycyjny
- Główna
- Nadolnik
- Karolin
- Janikowo

## Siedziba Rady Osiedla
Adres rady osiedla
Szkoła Podstawowa Nr 45, ulica Harcerska 3.

## Komunikacja
Osiedle obsługiwane jest przez autobusy MPK Poznań linii 173, 178, 183, 185, 320, 321 i 412 oraz linii nocnej 227, a także autobusy linii 412 Swarzędzkiej Komunikacji Autobusowej.